# 松ケ丘 (守谷市)

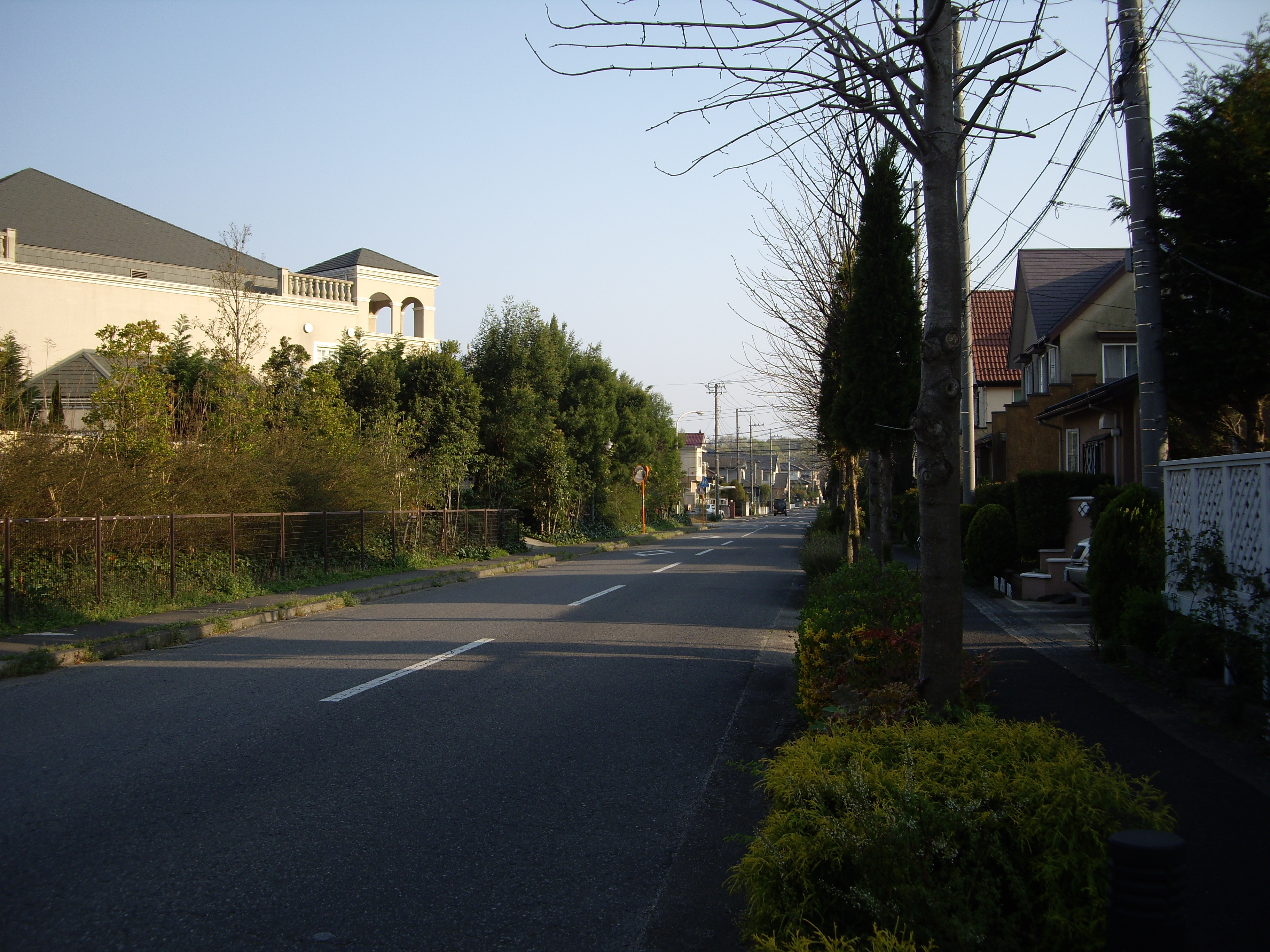
松ケ丘六丁目

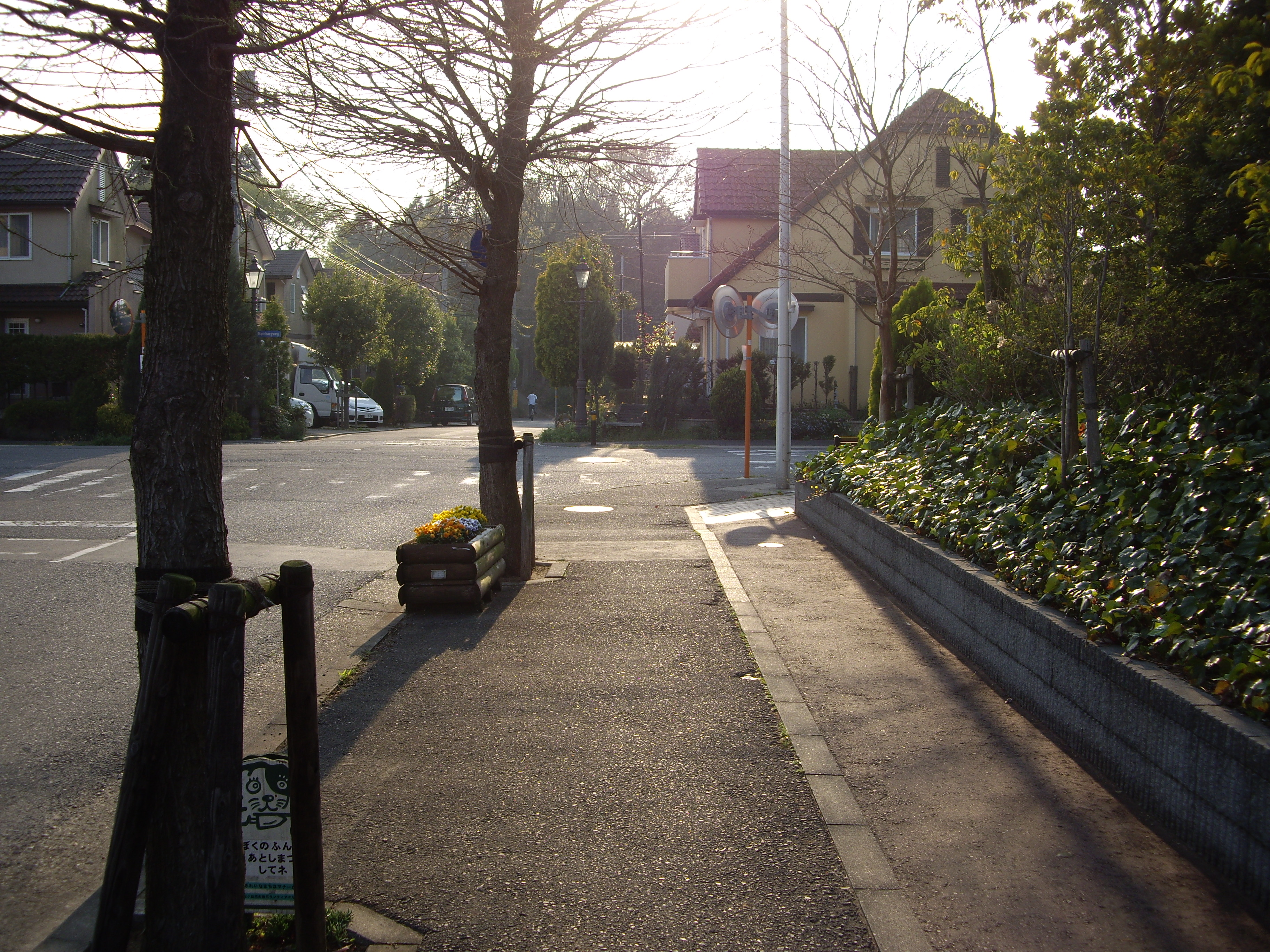
プランター通り

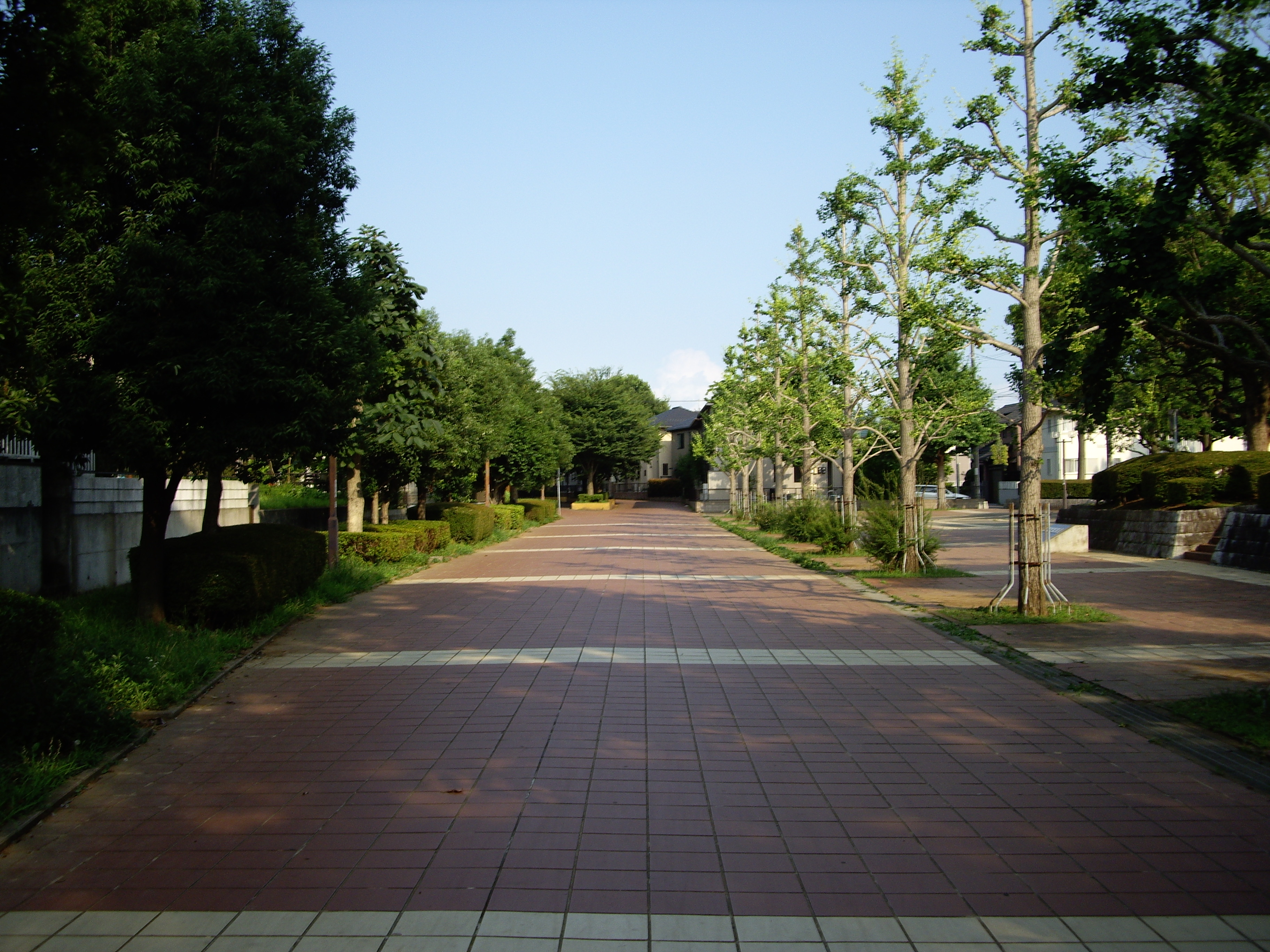
幸福の路。松ケ丘公園前

松ケ丘（まつがおか/Matsugaoka）は、茨城県守谷市にある地名。一丁目から七丁目まである。土地区画整理事業により1988年（昭和63年）5月31日に守谷、大柏、鈴塚、高野の各一部より新設された。郵便番号は302-0127。

## 地理
守谷市の南部、常総ニュータウン南守谷の北部に位置する閑静な住宅街である。南守谷駅から伸びる遊歩道「幸福（しあわせ）の路」が地域の中央を通り、幸福の路の終点の先は、小便小僧広場、マインブルクの小径へと続いている。また、幸福の路からマインブルクの小径へ至る通りは、市民の有志によって花が植えられたプランターが置かれ、「第19回みどりの愛護功労者国土交通大臣賞」を受賞している。
閑静な住宅街である一方、地域内や隣接区域にSCをはじめとする商業施設が多く、市内屈指の商業地域でもある。また、常総ニュータウン開発によって形成された地域であるが、五丁目の一部は｢第一松ケ丘団地｣（戸建住宅街）、二丁目の一部は｢第二松ケ丘団地｣（戸建住宅街）として常総ニュータウン造成前に開発が行われた地域であり、厳密には常総ニュータウンに含まれない。
二丁目に松風公園、三丁目にジョイフル本田守谷店、四丁目に市立松ケ丘小学校・松ケ丘公園、六丁目にアクロスモール守谷がある。
東は本町、西は大柏、南は高野、鈴塚、けやき台、北は百合ケ丘と接している。

### 地価
住宅地の地価は、2014年（平成26年）1月1日の公示地価によれば、松ケ丘7丁目4番5の地点で8万9700円/m2となっている。

## 地番整理実施前後の町名の変遷
| 実施後       | 実施年月日    | 実施前（各町名ともその一部）         |
| ------------ | ------------- | ------------------------------------ |
| 松ケ丘一丁目 | 1988年5月31日 | 大字守谷                             |
| 松ケ丘二丁目 | 1988年5月31日 | 大字高野、大字鈴塚、大字守谷         |
| 松ケ丘三丁目 | 1988年5月31日 | 大字高野、大字鈴塚、大字守谷         |
| 松ケ丘四丁目 | 1988年5月31日 | 大字大柏、大字高野、大字鈴塚         |
| 松ケ丘五丁目 | 1988年5月31日 | 大字大柏、大字鈴塚、大字守谷         |
| 松ケ丘六丁目 | 1988年5月31日 | 大字大柏、大字高野                   |
| 松ケ丘七丁目 | 1988年5月31日 | 大字大柏、大字高野、大字鈴塚（飛地） |

## 世帯数と人口
2017年（平成29年）8月1日現在の世帯数と人口は以下の通りである。
| 丁目         | 世帯数    | 人口    |
| ------------ | --------- | ------- |
| 松ケ丘一丁目 | 483世帯   | 1,141人 |
| 松ケ丘二丁目 | 567世帯   | 1,423人 |
| 松ケ丘三丁目 | 260世帯   | 669人   |
| 松ケ丘四丁目 | 291世帯   | 685人   |
| 松ケ丘五丁目 | 417世帯   | 1,054人 |
| 松ケ丘六丁目 | 282世帯   | 747人   |
| 松ケ丘七丁目 | 270世帯   | 731人   |
| 計           | 2,570世帯 | 6,450人 |

## 交通
首都圏新都市鉄道つくばエクスプレス・関東鉄道常総線守谷駅が徒歩圏である他、同駅を結ぶ路線バス、守谷市コミュニティバス「モコバス」が地域内を走っている。
路線バス
地域内には「松ケ丘三丁目」、「松ケ丘公園前」、「松ケ丘四丁目」、「松ケ丘小学校入口」の4つの停留所がある。
| 系統 | 主要経由地                                                 | 行先       | 運行会社 |
| ---- | ---------------------------------------------------------- | ---------- | -------- |
| 循環 | 松ケ丘小学校入口・松ケ丘四丁目・松ケ丘公園前・松ケ丘三丁目 | 美園       | ■関鉄    |
|      | 松ケ丘小学校入口・松ケ丘四丁目・松ケ丘公園前・松ケ丘三丁目 | 美園中央   | ■関鉄    |
|      | 松ケ丘三丁目・松ケ丘公園前・松ケ丘四丁目・松ケ丘小学校入口 | 守谷駅西口 | ■関鉄    |

モコバス
地域内には「松ケ丘一丁目」」、「松ケ丘七丁目」の2つの停留所がある。
| 系統        | 主要経由地                                       | 行先       | 運行会社 |
| ----------- | ------------------------------------------------ | ---------- | -------- |
| Bルート(右) | 松ケ丘一丁目・南守谷駅・松ケ丘七丁目・図書館前   | 守谷市役所 | ■関鉄    |
| Bルート(左) | 松ケ丘七丁目・南守谷駅・松ケ丘一丁目・守谷駅西口 | 守谷市役所 | ■関鉄    |

## 小・中学校の学区
市立小・中学校に通う場合、学区は以下の通りとなる。
| 丁目   | 番地 | 小学校       | 中学校         |
| ------ | ---- | ------------ | -------------- |
| 一丁目 | 全域 | 松ケ丘小学校 | けやき台中学校 |
| 二丁目 | 全域 | 松ケ丘小学校 | けやき台中学校 |
| 三丁目 | 全域 | 松ケ丘小学校 | けやき台中学校 |
| 四丁目 | 全域 | 松ケ丘小学校 | けやき台中学校 |
| 五丁目 | 全域 | 松ケ丘小学校 | けやき台中学校 |
| 六丁目 | 全域 | 松ケ丘小学校 | けやき台中学校 |
| 七丁目 | 全域 | 松ケ丘小学校 | けやき台中学校 |

## 施設
- 守谷市立松ケ丘小学校 － 松ケ丘四丁目12番地
- 守谷松ケ丘郵便局 － 松ケ丘一丁目12番地3
- 松ケ丘公園 － 松ケ丘四丁目4番地（20,600m2・近隣公園）
- 松風公園 － 松ケ丘二丁目2番地
- そよかぜ公園 － 松ケ丘一丁目19番地（2,500m2・街区公園）
- ひだまり公園 － 松ケ丘七丁目11番地（2,500m2・街区公園）
- ゆうやけ公園 － 松ケ丘五丁目11番地（2,500m2・街区公園）
- アクロスモール守谷 － 松ケ丘六丁目6番地1
- ジョイフル本田守谷店 － 松ケ丘三丁目8番地
- WonderGOO守谷店 － 松ケ丘六丁目4番地4
- Right-on守谷店 － 松ケ丘六丁目4番地4
- Wedding Hills Azur － 松ケ丘六丁目3番地3
- ケンタッキーフライドチキン南守谷店 － 松ケ丘一丁目11番地1